# Full Throttle (videogioco 1995)
Full Throttle è un'avventura grafica sviluppata e distribuita dalla Lucas Arts nel 1995. È stato il decimo gioco ad utilizzare l'engine SCUMM, e sembra ispirarsi, nell'ambientazione, alla saga di Mad Max e al gioco da tavolo Car Wars.

## Trama
La storia, ambientata in un futuro semi-apocalittico in cui tutti i veicoli a motore sono stati abbandonati in favore di hovercraft, si concentra su Ben, il capo di una banda di motociclisti chiamata Polecat.
Il gioco inizia mentre i Polecat, percorrendo l'Autostrada 9, si imbattono in una limousine bianca, a bordo della quale si sta tenendo un colloquio tra Malcolm Corley e Adrian Ripburger, rispettivamente presidente e vicepresidente della Corley Motors, l'ultima fabbrica di motociclette dell'intero stato: i due sono diretti all'assemblea generale degli azionisti, durante la quale si dovrà decidere il futuro dell'azienda. Ben, che mal sopporta qualsiasi veicolo che non sia una moto, distrugge gli ornamenti dell'auto, portando i passeggeri ad inseguire la banda per scoprire di chi si tratta.
I Polecat decidono di rilassarsi al bar Kickstand, dove vengono raggiunti. Corley si avvicina alla gang, e in breve tutti ridono e scherzano riportando alla memoria i vecchi tempi, in cui anche Malcolm era un motociclista. Dopo un po' Ripburger, infastidito dall'attesa, entra nel bar e, assicuratosi di poter parlare da solo con Ben, propone ai Polecat di scortare la sua limousine fino all'assemblea degli azionisti. Quando Ben, che crede fermamente nella sua libertà, rifiuta di lavorare per la compagnia, viene messo fuori gioco da Nestor e Bolus, gli scagnozzi di Ripburger.
Una volta ripresosi, Ben cerca di ritrovare la sua banda, ma Ripburger li ha convinti a scortare Corley al raduno annuale. Durante l'inseguimento, Ben scopre che la sua moto è stata sabotata e si schianta, ma la reporter Miranda lo salva e lo aiuta a contattarsi con una meccanica di nome Maureen, che si rivelerà poi essere la figlia illegittima di Corley, che le ha insegnato tutto ciò che sa sulle moto. Dopo che la sua moto viene riparata, con tanto di turbo, Ben raggiunge la sua gang giusto in tempo per assistere all'assassinio di Corley da parte di Ripburger, il quale fa ricadere la colpa proprio sui Polecat. Miranda riesce a fotografare l'omicidio, ma viene messa alle strette da Bolus che tenta di ucciderla e riesce fortunosamente a scappare con la pellicola; Ben scopre invece, dall'agonizzante Malcolm Corley, del piano di Ripburger di comandare la Corley Motors per produrre minivan e non più moto e scopre che Maureen è figlia di Malcolm.
Per Ben e Miranda inizia così una fuga attraverso il deserto e riescono a convincere Emmet, autista di semirimorchi, a portare lui e la sua motocicletta oltre un posto di blocco della polizia e in una fattoria di visoni abbandonata dove si nasconde Maureen. Quando il gruppo vi giunge, Emmet e Maureen rubano a Ben il carburante e il rispettivo tubo della sua moto, ma il camion di Emmet viene fatto saltare in aria da una banda di motociclisti chiamata Cavefish, distruggendo il ponte sulla gola di Poyahoga, che Ben deve attraversare. Dopo essersi rifornito e aver ricevuto consigli dall'ex capo dei Polecat, Padre Torque, Ben supera in astuzia Nestor e Bolus ed affronta i membri delle bande di motociclisti rivali al fine di acquisire l'equipaggiamento per elaborare la sua moto ed una rampa con la quale superare in salto la gola Poyahoga. Trova dunque Maureen, che è in realtà un membro della banda rivale di motociclisti chiamata Volture, nel loro nascondiglio, ovvero un grande aereo da carico. Maureen crede che Ben abbia ucciso suo padre e sta per farlo giustiziare, ma Ben le rivela le informazioni personali che Malcolm gli ha condiviso e la convince a sviluppare le foto sulla pellicola della macchina fotografica di Miranda, che mostrano l'intero assassinio. Ben suggerisce di mostrarle a Ripburger durante l'assemblea degli azionisti, ma viene a sapere che quest'ultimo l'ha rinviata fino a quando non sarà sicuro che Ben e Maureen siano morti.
I Volture escogitano un piano per fingere la morte di Ben e Maureen inserendoli in un derby di demolizione sotto false identità che saranno ovvie per Ripburger: le loro auto sono truccate per esplodere a comando, ma Ben è protetto da una tuta ignifuga e l'auto di Maureen lo espellerà in sicurezza dallo stadio. Il piano funziona e si traduce nella morte di Bolus e Nestor, mentre i Volture recuperano il premio del vincitore: una motocicletta speciale costruita da Malcolm e Maureen che contiene un codice di accesso nascosto alla cassaforte di Malcolm. Nella cassaforte Ben trova il testamento di Malcolm, con cui egli lascia la leadership della Corley Motors a Maureen. Ben lo fa ascoltare quindi a Ripburger ed agli azionisti durante l'assemblea, proiettando le foto dell'omicidio scattate da Miranda e dimostra che Ripburger è il vero assassino. Ormai scoperto e rovinato, Ripburger fugge su un semirimorchio, ma non appena Ben e Maureen se ne vanno, questi riappare e li sperona. I Volture arrivano guidando il loro aereo da carico incapace di volare, che raccoglie il camion insieme a Ben, Maureen e la moto di Ben. L'aereo e il camion finiscono precariamente sospesi oltre il bordo della gola di Poyahoga, e Ripburger cade e muore. Maureen ed i Volture fuggono dall'aereo mentre Ben riesce all'ultimo secondo a saltare fuori dalla porta di carico posteriore con la sua moto, proprio mentre il camion esplode e l'aereo cade nella gola. I membri delle bande di motociclisti partecipano al funerale di Malcolm, in cui Padre Torque pronuncia un elogio. Maureen prende il controllo di Corley Motors e Ben si allontana verso il tramonto.

## Personaggi

### Principali
- Ben: è il protagonista del gioco e leader di una banda di motociclisti, anche se gli altri Polecat passano la maggior parte del gioco in prigione, con Ben che cerca di tirarli fuori. Il nome completo di Ben appare soltanto nel manuale come "Ben Whatsisname". Tim Schafer affermò che il cognome di Ben era Throttle, ma venne cambiato per paura di un'azione legale da parte dei produttori di Biker Mice da Marte, che comprendeva un personaggio di nome Throttle.[1]
Voce originale: Roy Conrad; voce italiana: Gabriele Duma.

- Maureen "Mo" Corley: è la figlia illegittima di Malcolm Corley e, segretamente, membro dei Vulture. Ha una personalità stoica e scettica, e lavora come meccanico.
Voce originale: Kath Soucie; voce italiana: Grazia Verasani.

- Malcolm Corley: è il proprietario della Corley Motors, l'ultima fabbrica di motociclette e patriarca della società di motociclisti rispettata egualmente da tutte le bande.
Voce originale: Hamilton Camp; voce italiana: Umberto Bortolani.

- Adrian Ripburger: è il vicepresidente della Corley Motors e l'antagonista nel gioco.
Voce originale: Mark Hamill; voce italiana: Riccardo Rovatti.

### Secondari
- Bolus: è la guardia del corpo di Malcolm Corley, segretamente in combutta con Adrian Ripburger.
Voce originale: Jack Angel.

- Nestor: è l'autista di Malcolm Corley, anche lui in combutta con Ripburger, che lo descrive come "quello intelligente" dei due scagnozzi.
Voce originale: Maurice LaMarche; voce italiana: Umberto Bortolani.

- Suzi: è la leader dei Vulture e il cervello dietro all'operazione per fermare Ripburger.
Voce originale: Tress MacNeille.

- Padre Torsio: è l'ex-leader dei Polecat. Nella parte di "vecchio uomo saggio" dà consigli a Ben durante il suo viaggio.
Voce originale: Hamilton Camp.

- Darrel: è il braccio destro di Ben nei Polecat.
Voce originale: Nick Jameson.

- Emmet: è un camionista che prova un odio profondo per la polizia e i motociclisti. Viene ucciso quando i Cavefish cercano di rubargli il camion.
Voce italiana: Riccardo Rovatti.

- Todd Newlan: vive in una roulotte a Melonweed, e possiede una discarica. Il suo migliore (e unico) amico è il suo cane.

- Miranda Rose Wood: è una reporter che salva Ben all'inizio del gioco; è testimone dell'assassinio di Malcom Corley, di cui riesce a fare anche alcune fotografie.
Voce originale: Pat Musick.

- Quohog: è il barista del Kickstand. È un codardo e viene facilmente corrotto.
Voce originale: Mal Friedman; voce italiana: Pier Luigi Zollo.

- Horrace: è il venditore di souvenir allo stadio della Corley.
Voce originale: Bill Farmer; voce italiana: Umberto Bortolani.

- Mavis: è la proiezionista della Corley Motors durante il meeting di presentazione del nuovo furgoncino Corley.
Voce originale: Nick Jameson.

### Gang
- Polecat: sono la banda di motociclisti guidata da Ben. Vengono arrestati per l'omicidio di Corley, per cui restano in prigione per la quasi totalità del gioco.
- Cavefish: sono un'oscura gang che vive sottoterra, conosciuta soprattutto per le loro eccentricità.
- Rottwheeler: sono una gang i cui membri sono generalmente considerati delle persone brutali, stupide e brutte.
- Vulture: sono una gang rinomata per i loro segreti, con cui Ben entra in contatto tramite Mo.

## Caratteristiche di gioco
Il gioco, come la maggior parte delle avventure Lucas Arts, utilizza il sistema SCUMM. Ma, come era già avvenuto in Sam & Max Hit the Road, dallo schermo è assente la lista delle azioni che il protagonista può compiere, così come l'inventario. Il gioco, infatti, introduce un nuovo tipo di interfaccia: tenendo premuto il pulsante sinistro del mouse sopra un oggetto con cui è possibile interagire, appare in sovrimpressione un menù raffigurante un tatuaggio. Rilasciando il bottone in corrispondenza dei vari elementi di questo tatuaggio, Ben effettuerà azioni diverse: il pugno per “usare” o “prendere”, la bocca per “parlare”, gli occhi per “esaminare” e il calcio per “calciare”. Per visualizzare l'inventario è sufficiente premere il tasto destro in qualsiasi momento (anche se non è possibile combinare tra loro gli oggetti dell'inventario). Questo tipo di interfaccia fu riutilizzato in The Curse of Monkey Island.
Un'altra novità del gioco, rispetto alle altre avventure Lucas Arts, è la presenza di sezioni arcade. A metà gioco, Ben dovrà risolvere degli enigmi combattendo con altri motociclisti lungo le strade di un canyon: il giocatore muove la moto di Ben (inquadrata frontalmente), mentre con il tasto destro del mouse può scegliere tra un discreto numero di armi (pugni, calci, catene, assi di legno...) e con il sinistro può utilizzarle. Verso la fine del gioco, inoltre, Ben si troverà a guidare un hovercraft in un'arena. Queste sezioni sono state scritte usando l'engine INSANE, già utilizzato nello sparatutto Star Wars Rebel Assault.
Inoltre, a differenza di gran parte delle avventure Lucas, in questo gioco è possibile morire. Durante le sequenze finali, può capitare di compiere delle azioni sbagliate, o di agire troppo lentamente, causando la morte dei personaggi principali: ciò è immediatamente seguito da una schermata nera, e da Ben che dice “Fammi riprovare” o “Dannazione”, e il gioco viene automaticamente ricaricato dai secondi precedenti al decesso (in modo simile a quello che accade in Prince of Persia Le sabbie del tempo, dove però questo è uno degli elementi portanti del gioco).

## Sviluppo
Il progetto Full Throttle fu condotto da Tim Schafer, già ideatore di Day of the Tentacle e futuro autore di Grim Fandango per conto della stessa LucasArts. Schafer fu anche designer e sceneggiatore del gioco, anche se andò incontro ad alcune limitazioni (inizialmente aveva avanzato un'idea – scartata dalla dirigenza – in cui Ben, dopo essersi drogato con del peyote, attraversava alcune fasi del gioco sotto l'effetto di un'allucinazione: idea che però è stata riutilizzata da Schafer nel suo successivo Psychonauts).
Fu distribuito solamente su CD-ROM, interamente doppiato. Full Throttle fu uno dei primi videogiochi per computer a presentare un doppiaggio di alto livello, eseguito da professionisti del settore, al posto di giovani talenti. Nella versione originale si distinguono il doppiatore televisivo Roy Conrad nei panni di Ben e Mark Hamill (l'attore che interpreta Luke Skywalker nella saga di Star Wars) in quelli di Ripburger.
Fu anche uno dei pochi giochi Lucas Arts, ed uno dei primi in assoluto, ad utilizzare musica su concessione esterna. I brani musicali presenti nel gioco sono opera del gruppo di autentici bikers The Gone Jackals, e sono presenti, insieme ad altri, nel loro album Bone to Pick. La colonna sonora originale, invece, fu composta da Peter McConnell, che da questo gioco diventerà il compositore di fiducia di Tim Schafer.
Il gioco è interamente tradotto in italiano, anche nel doppiaggio; è stato distribuito in Italia dapprima da CTO e successivamente, come altre avventure LucasArts, è stato ripubblicato nel 2007 sotto etichetta Activision.

## Reazioni
Il gioco fu accolto, stando al sito Metacritic, generalmente con recensioni favorevoli, e con il passare del tempo è diventato uno dei cult tra i fan delle avventure Lucas Arts. I punti deboli di Full Throttle sono considerati la breve durata e la linearità (si procede sempre a senso unico, è impossibile combinare gli oggetti dell'inventario tra loro) – elementi questi che accomunano il gioco ad un'altra avventura della Lucas Arts, Loom.

## Sequel
La Lucas Arts mise due volte in cantiere un seguito per questo gioco. Il primo progetto, intitolato Full Throttle II: Payback, fu abbandonato già prima del 2000. Un secondo tentativo fu fatto nel 2002, quando cominciò lo sviluppo di Full Throttle: Hell on Wheels, affidato a Sean Clark e previsto per Pc, PlayStation 2 e Xbox. Questa volta il progetto andò avanti più a lungo, tanto che cominciarono a circolare immagini che presentavano la nuova grafica 3D e un trailer; all'E3 2003 fu anche presentata una demo giocabile. Ma in seguito, durante l'estate del 2003, il gioco fu cancellato dalla Lucas Arts, che non lo giudicò all'altezza della pubblicazione.
Il gioco gode comunque di una grande quantità di fan, che, anche dopo l'annullamento dei sequel, hanno continuato ad ampliare l'universo apocalittico di Full Throttle, dando vita a nuovi personaggi e storie, come ad esempio quelle sviluppate per il gioco di ruolo Fudge.

## Remastered
Nel 2015 la Double Fine Production ha annunciato una versione rimasterizzata in HD del gioco, che è stata pubblicata nel 2017.